# Ігор Йоксимович
Ігор Йоксимович (серб. Игор Joкcимoвић, нар. 16 серпня 1980, Требинє, СФР Югославія) — боснійський та сербський футболіст, виступав на позиції нападника.

## Життєпис
Вихованець молодіжних академій «Леотара» та белградського «Партизана». Дорослу футбольну кар'єру розпочав у 2001 році в складі «Партизана», зігравши 8 матчів та відзначившись 2-ма голами. У 2002 року повернувся до рідного міста, де підписав контракт з «Леотаром», в складі якого вже в перший сезон після свого повернення став переможцем національного чемпіонату. Того сезону відзначився одним з найважливіших голів у чемпіонаті, забивши на останній хвилині матчу проти «Широкі Брєга».
Декілька вдалих сезонів у футболці «Леотара» дозволили Ігору поїхати за кордон. У 2005 році він захищав кольори клубу ПСІС Семаранг, який виступав у Прем'єр-лізі Індонезії (другий дивізіон національного чемпіонату). У 2006 році перейшов до складу вищолігового ужгородського «Закарпаття». Дебютував за ужгородську команду 5 березня 2006 року в нічийному (1:1) домашньому поєдинку 20-го туру проти луцької «Волині». Ігор з'явився на полі на 76-ій хвилині, замінивши Едді Домбрає. Протягом березня — квітня 2006 року зіграв 4 матчі у вищому дивізіоні, ще 5 матчів (2 голи) провів у першості дублерів.
З 2006 по 2008 роки виступав у складі сербського клубу «Земун». Протягом цього часу також двічі відправлявся по орендах. У 2006 році відправився до Фінляндії, де захищав кольори місцевого «Оулу». А в 2007 році відправився до Вірменії, де захищав кольори єреванського «Арарату». У січні 2009 року підписав контракт з албанським клубом «Шкумбіні». Проте вже 20 травня 2009 року Йоксимович разом з Цвете Дейловським, Ахмедом Муйдрагичем, головним тренером та президентом клубу покинув розташування албанців. З 2009 по 2011 роки виступав у складі боснійських клубів «Слобода» (Тузла), «Модрича», «Леотар» та «Братство» (Грачаниця).